# رویلو (داکوتای جنوبی)
رویلو(به انگلیسی: Revillo) شهری در ایالت داکوتای جنوبی کشور ایالات متحده آمریکا است که جمعیت آن در سرشماری سال ۲۰۱۰ میلادی، ۱۱۹ نفر بوده‌است.